# 内、外方位元素
在摄影测量中，内、外方位元素是确定在摄影瞬间摄影光束分别在像方和物方几何关系的参数。

## 内方位元素
内方位元素是确定摄影光束在像方几何关系的基本参数，即确定摄影瞬间像方光束形状的主距、主点坐标参数。内方位元素包括3个参数，如右图所示，像主点H'（主光轴在影像面上的垂足）相对于影像中心的位置X'H'、Z'H'以及摄影仪的摄影中心O到影像面的垂距CK（也称摄影机主距）。对于航空影像，X'H'、Z'H'即像主点在框标坐标系中的坐标。内方位元素值一般视为已知，可通过对摄影仪的鉴定得到。内方位元素是像平面坐标系（航空影像中的框标坐标系）向像空间坐标系改化的参数。

## 外方位元素
外方位元素是描述摄影光束在物方空间坐标系中位置与姿态的参数，是确定像空间坐标系在地面测量坐标系中位置和方向所需要的元素，一张像片的外方位元素包括三个位置参数（线元素）和三个姿态参数（角元素），如右图所示，摄影中心N'相对于物方空间坐标系的位置N（x，y，z）及影像面在相对于物方空间坐标系的偏角{\displaystyle \mathbf {\alpha } }，倾角{\displaystyle \mathbf {\nu } }和旋角{\displaystyle \mathbf {\kappa } }。外方位元素可以利用地面控制信息通过平差计算得到，或者利用GPS和IMU组成的定位定姿系统（POS）测定。